# L'agente n. 13
L'agente n. 13 (Operator 13) è un film del 1934 diretto da Richard Boleslawski.

## Trama
Gail Loveless, una spia conosciuta come Agente 13 a lavorare per l'Unione e la causa Federale durante la guerra di secessione americana, fingendosi una confederata di nome Anne Claybourne. Incontra e s'innamora del capitano dei confederati Jack Galliard. Camuffata da cameriera a un ballo militare confedarato, apprende e trasmette i segreti alle forze dell'Unione che devastano la causa ribelle. Incaricato di rintracciare e uccidere la cameriera spia, Galliard scopre che la spia in questione è proprio la donna che ama, ma nonostante ciò esegue l'incarico. La cattura, ma essendo le forze federali in avvicinamento è in pericolo di essere catturato anch'egli. Gail lo salva e decidono di separarsi, promettendosi di aspettarsi finché la pace non potrà garantirgli la loro la storia d'amore.